# Santa Ana de Yusguare (ort)
Santa Ana de Yusguare är en ort i Honduras.   Den ligger i departementet Choluteca, i den södra delen av landet, 90 km söder om huvudstaden Tegucigalpa. Santa Ana de Yusguare ligger 69 meter över havet och antalet invånare är 1 823.
Terrängen runt Santa Ana de Yusguare är kuperad åt sydost, men åt nordväst är den platt. Runt Santa Ana de Yusguare är det ganska tätbefolkat, med 172 invånare per kvadratkilometer. Närmaste större samhälle är Ciudad Choluteca, 8,3 km väster om Santa Ana de Yusguare. 